# Шкарлетова, Мария Савельевна
Мария Савельевна Шкарлетова (3 февраля 1925 — 2 ноября 2003) — советская медицинская сестра, участник Великой Отечественной войны, Герой Советского Союза (1945).
На фронтах Великой Отечественной войны гвардии старший сержант медицинской службы санинструктор стрелковой роты М. С. Шкарлетова — с 1943 года. В составе 170-го гвардейского стрелкового полка 57-й гвардейской стрелковой дивизии участвовала в освобождении от немецко-фашистских войск Украины, Молдавии и Польши.
В 1965 году за ратный подвиг в годы войны и добросовестный труд во имя здоровья людей в мирное время награждена медалью Международного комитета Красного Креста имени Флоренс Найтингейл.

## Биография

### Ранние годы
Родилась 3 февраля 1925 года в селе Кисловка Купянского района Харьковской области в семье рабочего. 
В 1940 году окончила семилетнюю школу и начала работать на посадках защитных полос Купянского отделения железной дороги, затем в колхозе.
С началом Великой Отечественной войны 16-летняя Маша работала на строительстве оборонительных рубежей. Комсомолка. Семье Шкарлетовых не удалось эвакуироваться, поскольку немецкие войска отрезали все пути отхода со стороны Луганска.

### В Красной Армии
После освобождения частями Красной Армии Купянского района в июле 1943 года была призвана в РККА и вскоре направлена на курсы санинструкторов в город Миллерово.
В октябре 1943 года М. С. Шкарлетова окончила курсы и прибыла в 170-й гвардейский стрелковый полк 57-й гвардейской стрелковой дивизии. В составе этой дивизии она прошла боевой путь, участвуя в освобождении от немецко-фашистских войск Украины, Молдавии, Польши. Войсковая часть, в которой служила Мария Шкарлетова, форсировала десятки рек: Днепр, Ингулец, Днестр, Южный Буг, Вислу и другие, ведя тяжёлые бои.
Особенно ожесточёнными были бои за плацдарм на правом берегу Вислы. По воспоминаниям М. С. Шкарлетовой: 

«На маленьком участке западного берега Вислы мы были зажаты между рекой и передней линией противника, которая проходила не более чем в 200 метрах от берега. Здесь нам удалось наспех окопаться. С наступлением рассвета противник предпринял десятки ожесточённых атак, поддерживаемых массированным артиллерийским и миномётным огнём…, но советские воины не дрогнули…, мужественно сражались, удержали плацдарм до подхода подкреплений».
 М. С. Шкарлетова была единственным санитарным инструктором высадившейся группы на этом участке. Свою работу медика она описывала так: 

«В пороховом дыму и под разрывами пуль, между воронками и рвущимися снарядами, закинув санитарную сумку за спину, я без устали, с удесятерённой энергией переползала от одного раненого к другому, делая им перевязки, втаскивая в воронки и другие укрытия… , а затем переносила их к берегу и ночью отправляла на другой берег».
 Среди них были и солдаты противника. 

«Мы же не изверги», — повторяла Мария, продолжая таскать на себе раненых.

Санинструктор стрелковой роты 170-го гвардейского стрелкового полка (57-я гвардейская стрелковая дивизия, 8-я гвардейская армия, 1-й Белорусский фронт) гвардии старший сержант М. С. Шкарлетова отличилась при форсировании реки Западный Буг западнее города Любомль Волынской области Украины 20 июля 1944 года и реки Висла в районе села Магнушев, южнее столицы Польши — города Варшавы, 1 августа 1944 года.
Переправившись в числе первых, Мария Шкарлетова вынесла с поля боя несколько десятков раненых солдат и офицеров с оружием, оказала первую медицинскую помощь, обеспечила их эвакуацию в тыл. А в одном из боёв на магнушевском плацдарме заменила погибшего пулемётчика, защищая группу раненых бойцов.
Указом Президиума Верховного Совета СССР от 24 марта 1945 года «за образцовое выполнение боевых заданий командования и проявленные мужество и героизм в боях с немецко-фашистскими захватчиками» гвардии старшему сержанту Шкарлетовой Марии Савельевне присвоено звание Героя Советского Союза с вручением ордена Ленина и медали «Золотая Звезда» (№ 7415).

### Послевоенные годы
После войны гвардии старшина медицинской службы Шкарлетова М. С. демобилизована. Член ВКП(б)/КПСС с 1946 года.
В 1949 году окончила Купянское медицинское училище (ныне Купянский медицинский колледж имени Марии Шкарлетовой). Активно участвовала в восстановлении разрушенного войной народного хозяйства, работала медицинской сестрой в Купянской районной больнице. Неоднократно избиралась депутатом горсовета города Купянска, народным заседателем и членом пленума Харьковского обкома Красного Креста.
В 1965 году «за ратный подвиг, за добросовестный труд во имя здоровья людей в мирное время» М. С. Шкарлетова была отмечена наградой Международного комитета Красного Креста медалью имени Флоренс Найтингейл.
Жила в городе Купянске Харьковской области Украины, где умерла 2 ноября 2003 года. Похоронена в Купянске.

## Награды и звания
Советские государственные награды и звания:
- Герой Советского Союза (24 марта 1945, медаль «Золотая Звезда» № 7415);
- орден Ленина (24 марта 1945);
- Почётный знак отличия Президента Украины (7 мая 1995)[4];
- орден Отечественной войны I степени (11 марта 1985);
- орден Красной Звезды (28 марта 1944);
- медали, в том числе:
  - медаль «За победу над Германией в Великой Отечественной войне 1941—1945 гг.» (9 мая 1945);
  - медаль «За взятие Берлина» (9 июня 1945);
  - медаль «За освобождение Варшавы» (9 июня 1945).

Награды Международного комитета Красного Креста:
- медаль имени Флоренс Найтингейл (1965)[5].
- Почётная грамота Президиума Верховной Рады Автономной Республики Крым (16 мая 2001)[6].

## Семья
Муж — участник и инвалид Великой Отечественной войны, по профессии юрист. У них двое дочерей.

## Память
17 июня 2004 года её именем назван медицинский колледж в городе Купянске Харьковской области Украины. Там же в честь фронтовых медсестёр установлен памятник, прообразом барельефа на котором стала санинструктор Мария Шкарлетова.

## Оценки и мнения
До самой кончины Мария Савельевна получала благодарные письма от спасённых ею людей. Фрагмент одного из них: 

Дорогая Мария Савельевна! Прочитал в газете «Красная Звезда» заметку «Живёт в Купянске героиня…», из которой узнал Ваш адрес. Не знаю, помните ли Вы, как спасли мне жизнь на Заднепровском плацдарме, где от прямого попадания тяжёлого снаряда в блиндаж погибли мои товарищи, а меня, израненного бойца, Вы вытащили из-под обломков брёвен и завалов земли.— 